# Starfish
Starfish è il sesto album della rock-band australiana The Church, pubblicato nel 1988.
Segna 3 anni dopo Heyday il ritorno del gruppo dopo i dischi solisti dei suoi componenti Steve Kilbey, Peter Koppes e Marty Willson-Piper.

## Tracce
1. Destination
2. Under the Milky Way
3. Blood Money
4. Lost
5. North, South, East and West
6. Spark
7. Antenna
8. Reptile
9. A New Season
10. Hotel Womb

## Formazione
- Steve Kilbey: Basso, voce solista
- Peter Koppes: Chitarra, voce solista in A New Season
- Marty Willson-Piper: Chitarra, voce solista in Spark
- Richard Ploog: Batteria, percussioni

### Collaborazioni
- Greg Kuehn - tastiera
- David Lindley - mandolino in Antenna
- Awesome Welles - Synclavier
- Waddy Wachtel - cori